# Хедереуць
Гедереуць (рум. Hădărăuţi) — село в Молдові в Окницькому районі. Утворює окрему комуну. Розташоване за 245 км на північ від Кишинева і за 125 км на схід від Чернівців на трасі Сороки — Чернівці.

## Географія
Площа села близько 3.27 км². Загальна площа комуни — 31.69 км². Гедереуць — єдиний населений пункт у складі однойменної комуни. Село розташоване на відстані 12 км від міста і залізничної станції Окниця і 250 км від муніципія Кишинів.

## Історія
Перша документальна згадка про село Гедереуць датована часом правління Олександра Доброго, між 1422 і 1432 роками, коли господар подарував Івашку і його братам, Петру, Юрашку і Данчул села Годорачінци (Гедереуць) і Гвіздівці.
У вересні 1503 року Штефан Великий підтвердив право власності на село Гедереуць Данчу Бучацькому, його двоюрідному брату Ісайко і їх тітці ВасутЦІ, які купили цей маєток за 150 татарських злотих.
На початку XIX століття в Гедереуці оселилося кілька польських сімей (Панкєвичі, Бедриковські та ін.), Запрошені поміщиком Плавським, також родом з Польщі.

## Населення
У 1923 році в Гедереуці було 600 будинків з 2120 мешканцями. У 1933 році у селі налічувалося 3240 мешканців.
Після встановлення радянської влади у 1940 році, в селі Гедереуць було зареєстровано 2691 осіб в 723 господарствах. Внаслідок голоду і виселень у 1949 році чисельність населення зменшилася до 2546 осіб. Переписи 1979 і 1989 років зафіксували зменшення числа мешканців села з 2459 (1979) до 2459 (1989) осіб.
За даними перепису населення 2004 року, в селі Гедереуць мешкало 2055 осіб, з них — 977 чоловіків та 1078 жінок. У 2004 році в селі було зареєстровано 759 домашніх господарств, на кожне з яких у середньому припадало 2,7 особи.
| Національний склад станом на 2004 рік | Національний склад станом на 2004 рік | Національний склад станом на 2004 рік | Національний склад станом на 2004 рік | Національний склад станом на 2004 рік |
| ------------------------------------- | ------------------------------------- | ------------------------------------- | ------------------------------------- | ------------------------------------- |
|                                       |                                       |                                       |                                       |                                       |
| молдавани — 2018 осіб                 | молдавани — 2018 осіб                 |                                       | 98.2%                                 | 98.2%                                 |
| українці — 27 осіб                    | українці — 27 осіб                    |                                       | 1.31%                                 | 1.31%                                 |
| росіяни — 6 осіб                      | росіяни — 6 осіб                      |                                       | 0.29%                                 | 0.29%                                 |
| инших — 4 особи                       | инших — 4 особи                       |                                       | 0.19%                                 | 0.19%                                 |
| загалом — 2055                        | загалом — 2055                        |                                       | 100.0%                                | 100.0%                                |

## Відомі уродженці
- Іон Чубук — молдовський політик, колишній прем'єр-міністр Молдови;
- Олег Серебрян — молдовський політичний діяч та політолог.

## Пам'ятки
У селі були побудовані дві православні церкви: у кінці XVIII — початку XIX століть зведено храм, який сьогодні називають Старою церквою, а на початку XX століття — кам'яну церкву, одна з найбільших на той час у Бессарабії, проект якої заснований на моделі храму Різдва Іоанна Хрестителя буковинського міста Красноїльськ. У той же період навколо поміщицької садиби родини Плавських був створений декоративний парк.